# 人文智能
人文智能，被马文·明斯基、雷蒙德·库茨魏尔和史蒂夫·曼恩在可穿戴计算领域的定义为：
“人文智能是由于人类处于计算过程的反馈环路而产生的智能，其中人类与计算机密不可分地交织在一起。当可穿戴计算机体现出人文智能的技术先进，并且智能与我们自己的生物大脑相匹配时，这种协同作用将产生更强大的功能，从而在单个“半机器人”中产生超人智能。”
普遍来说，人文智能描述了受计算机处理过程与人类之间，反馈环路影响下的智能创造，其中人类和电脑错综复杂地联系在一起。在人机交互的领域中，人与计算机经常被看作两个分开的个体。“人机交互”重点强调了把人与计算机分开看待时人与计算机之间的互动。然而，人文智能理论把穿戴者与计算机看成输入与输出元件，而非两个不同的个体。但是该理论将计算机视为第二大脑，并将其感觉形式视为额外感官，其中合成的联觉与佩戴者的感觉融合。当可穿戴计算机在人文智能的成功实施中起作用时，计算机将人的头脑和身体用作其外围设备之一，就像人类将计算机用作外围设备一样。这种相互关系是人文智能的核心。

## 课程
许多大学课程都包括了人文智能原理讲解，比如：
- CSE40814, Mobile Computing, Fall 2014, University of Notre Dame
- ECE516, Intelligent Image Processing, 1998-2014, University of Toronto （页面存档备份，存于）
- Course: Wearable Computing, VAK: 03-799.01, Time: Mo, 13-15, Place: 1.51 TAB (ECO5), Instructor: Dr. Holger Kenn, Microsoft EMIC, Monday: Tel: 3035, TAB, 1.92, Universität Bremen （页面存档备份，存于）

## 引用
1. ↑  S. Mann.  (PDF). Proc. IEEE. November 1998, 86 (11)  [2018-04-27]. （原始内容存档 (PDF)于2018-02-05）.
2. ↑  S. Mann, , , Fairfax VA, 1998-05-12  [2018-04-27], （原始内容存档于2020-02-04）
3. ↑  Paul Bach-y-Rita;  et al.  (PDF). IJHCI. 2003, 15: 285–295  [2018-04-27]. doi:10.1207/S15327590IJHC1502_6. （原始内容存档 (PDF)于2017-09-09）.
4. ↑  Asim Smailagic; Daniel P. Siewiorek; Joshua Anhalt; Francine Gemperle.  (PDF). IEEE Journal on Intelligent Systems. 2001, 16  [2018-04-27]. （原始内容存档 (PDF)于2016-03-04）.
5. ↑  "The Society of Intelligent Veillance", by Kurzweil, Minsky, and Mann, in Proceedings of the IEEE ISTAS 2013, Toronto, Ontario, Canada, pp13-17.
6. ↑  Mann, S.  (PDF). Intelligent Systems. May–June 2001, 16 (3): 10–15  [2007-10-08]. doi:10.1109/5254.940020. （原始内容存档 (PDF)于2017-07-05）.
7. ↑  Knight, B. . Art Journal. Winter 2000, 59 (4): 21–25. JSTOR 778117. doi:10.2307/778117.

## 其他链接
- Hawkeye Project （页面存档备份，存于）
- J. Fung.;  et al,  (PDF), , IEEE, 2002  [2018-04-27], （原始内容存档 (PDF)于2017-09-22）